# Appleseed (manga)
Appleseed (アップルシード Appurushīdo?) är en japansk mangaserie skriven och illustrerad av Masamune Shirow. Serien skildrar jorden efter ett tredje världskrig. En animeserie löst baserad på mangaserien gjordes också.